# 소서천
소서천(小西川)은 경상북도 영덕군 달산면 봉산리의 봉산저수지에서 발원하여 북류하다가 용전리에서 동류하고 용덕천과 합류한 뒤, 영덕군 지품면 신양리에서 오십천의 지류인 대서천으로 흘러드는 하천이다.